# Early Days
Albums de Led Zeppelin
BBC Sessions
(1997) Led Zeppelin DVD
(2003)
The Best of Led Zeppelin, aussi titré Early Days et Latter Days est une compilation du groupe rock britannique Led Zeppelin, publiée par Atlantic Records, en deux volumes. Le premier volume, Early Days contient des chansons des albums studio du groupe de Led Zeppelin 1 jusqu'à Led Zeppelin IV, est sorti le 23 novembre 1999. Le second volume, Latter Days, relate la période allant de Houses of the Holy jusqu'à In Through the Out Door, est sorti le 21 mars 2000. Early Days a fait ses débuts à la 71e place des charts des albums rock du Billboard et Latter Days à la 81e. Un album double réunissant les deux volumes, intitulé Early Days & Latter Days, est sorti le 19 novembre 2002. Ces deux compilations ont été certifiées platine par la Recording Industry Association of America.
Les deux volumes sont épuisés et ont été remplacés par la compilation de deux disques de 2007, Mothership.

## Early Days
Ce CD amélioré contient des images télévisées suédoises de 1969 du groupe jouant en play-back la chanson "Communication Breakdown". Sur la compilation, les quatre premières chansons sont issues de Led Zeppelin 1, les deux suivantes pour Led Zeppelin II, les deux suivantes de Led Zeppelin III et les cinq dernières de Led Zeppelin IV.

## Pistes
1. Good Times, Bad Times - (John Bonham, John Paul Jones, Jimmy Page) – 2:48
2. Babe I'm Gonna Leave You - (Anne Bredon, Page, Robert Plant) – 6:41
3. Dazed and Confused - (Page; inspiré de Jake Holmes) – 6:27
4. Communication Breakdown - (Bonham, Jones, Page) – 2:29
5. Whole Lotta Love - (Bonham, Willie Dixon, Jones, Page, Plant) – 5:34
6. What Is And What Should Never Be - (Page, Plant) – 4:44
7. Immigrant Song - (Page, Plant) – 2:25
8. Since I've Been Loving You - (Jones, Page, Plant) – 7:24
9. Black Dog - (Jones, Page, and Plant) – 4:54
10. Rock and Roll - (Led Zeppelin) - – 3:41
11. The Battle of Evermore - (Page, Plant) – 5:52
12. When the Levee Breaks - (Memphis Minnie, Led Zeppelin) - 7:08
13. Stairway to Heaven - (Page, Plant) – 8:02

## Latter Days
Ce CD enrichi contient une vidéo d’une représentation en direct de "Kashmir" enregistrée live à Earls Court en 1975, assortie à la piste de studio. Sur la compilation, les deux premières chansons ont été initialement publiées sur l'album Houses of the Holy, les quatre suivantes sur Physical Graffiti, les deux suivantes sur Presence et les deux dernières sur In Through the Out Door.

## Pistes
1. "The Song Remains the Same" - (Page, Plant) – 5:28
2. "No Quarter" - (Jones, Page, Plant) - 6:59
3. "Houses of the Holy" - (Page, Plant) – 4:01
4. "Trampled Under Foot" - (Jones, Page, Plant) - 5:35
5. "Kashmir" - (Bonham, Page, Plant) - 8:31
6. "Ten Years Gone" - (Page, Plant) – 6:31
7. "Achilles Last Stand" - (Page, Plant) – 10:22
8. "Nobody's Fault but Mine" - (Page, Plant) - 6:27
9. "All My Love" - (Jones, Plant) - 5:53
10. "In the Evening" - (Jones, Page, Plant)  – 6:49

## Coffret
Apparence
La pochette contenant les deux CD est en papier cartonné. La couverture de la pochette est principalement occupée par la même photo de la pochette originale de Early Days. Il met en vedette les membres de Led Zeppelin en costume d’astronaute de mission Apollo devant un fond étoilé et le logo de Led Zeppelin. Le logo situé derrière les images montre de nombreuses images liées à l’espace, mais le seul qui soit totalement visible est l’image du visage de la lune avec une capsule spatiale collée dans les yeux, tirée du premier film muet Le Voyage dans la Lune de Georges Méliès.
Au dos de la pochette se trouve un tableau d’informations divisé en deux colonnes. Sur la colonne de gauche, il y a une photo de la couverture de Latter Days. Il comporte les mêmes costumes d’astronautes, mais les photos ont été prises plus tard et les membres de Led Zeppelin sont donc plus âgés. Le logo contient une image de Saturne et derrière tout le premier plan une image de la Terre prise de l'espace. Ci-dessous, vous trouverez des informations sur Atlantic. Sur la colonne de droite se trouve un résumé des chansons des deux disques.
Early Days
Early Days est emballé dans un boîtier en plastique avec un disque compact. Une grande partie de l'arrière-plan est un dessin d'étoiles, mais à l'intérieur du boîtier et derrière le CD se trouve une image de l'interprétation d'une supernova par un artiste, apparemment à l'aérographe. Au verso du boîtier se trouve une liste des pistes. L'arrière-plan de la couverture arrière semble être une photographie légèrement floue, probablement prise par un photographe amateur.
Les notes de la pochette de Early Days commencent par la couverture. Sur celle-ci se trouve la même image qui apparaît sur le premier plan de la manche. Dans le livret se trouvent d’abord un résumé des chansons, puis des photos du groupe de 1969 à 1973. Ensuite, une liste de leurs albums et sur la dernière page, une liste des membres du groupe, ainsi que des crédits de création et des informations sur les capacités du CD amélioré dans Early Days.
Latter Days
L'emballage de Latter Days est identique à celui de Early Days. Les quatre membres du groupe sont représentés dans les mêmes combinaisons spatiales Apollo dans le même ordre, mais ils sont plus âgés. Une grande partie de l'arrière-plan est de la Terre vue de l'orbite. Il y a une image de Saturne à la place de l'image de la lune avec la fusée dans son œil. Derrière le CD se trouve une image de la nébuleuse de l'Aigle.
Les notes de support sont similaires à celles de Early Days, à la différence près que les images vont des années 1972 à 1979.
CD amélioré
Le CD Early Days et le CD Latter Days ont été améliorés pour pouvoir lire du contenu supplémentaire sur un ordinateur. Sur le premier, un clip vidéo de la chanson "Communication Breakdown" est inclus. Sur le second, une vidéo de la chanson "Kashmir" est incluse.